# ウカヤリ川

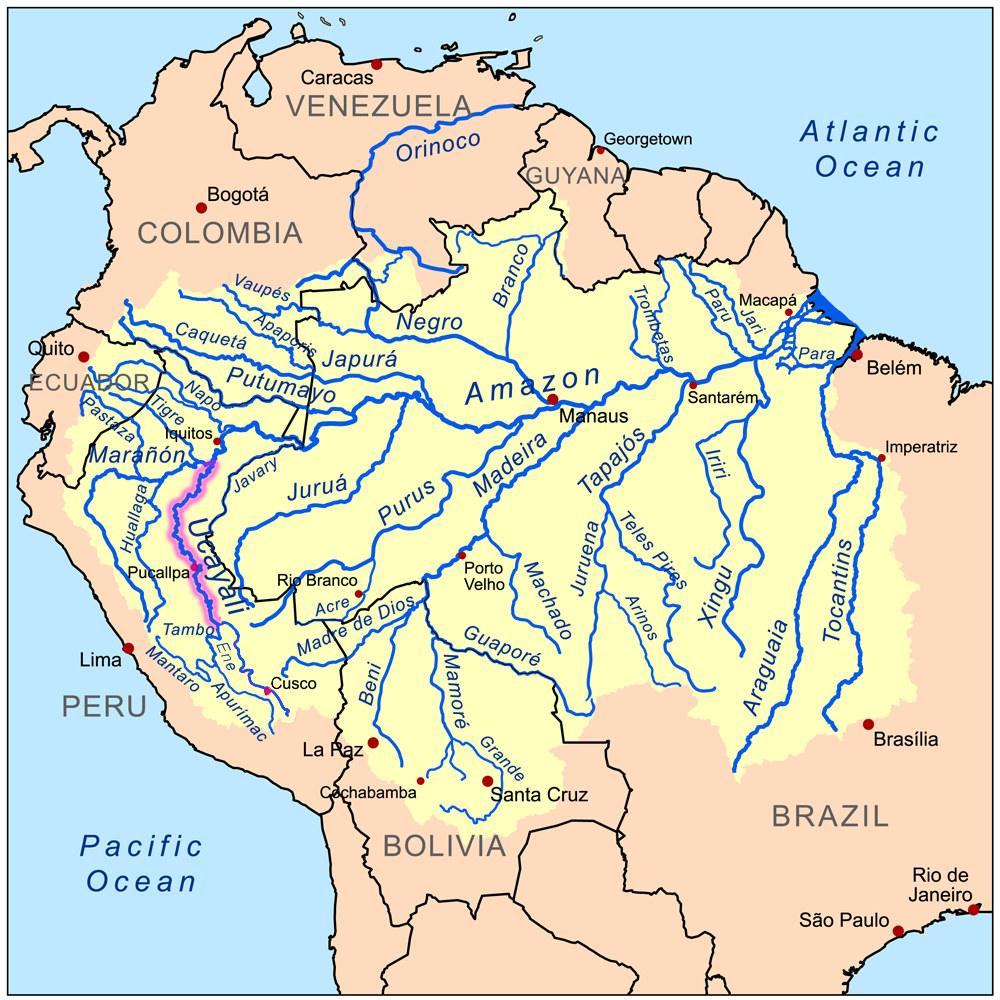
ウカヤリ川流域

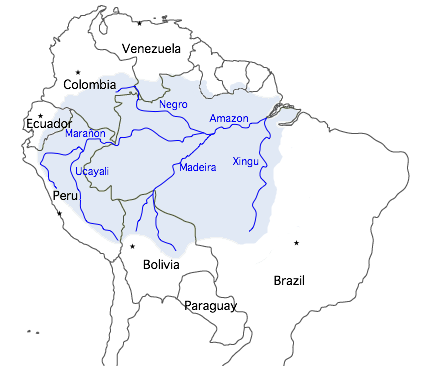
ウカヤリ川とアマゾン水系

ウカヤリ川（ウカヤリがわ、Río Ucayali）は、アマゾン川の主要な支流の一つである。チチカカ湖の北約110kmの所でタンボ川とウルバンバ川の合流によりウカヤリ川となり、ナウタ付近のウカヤリ川とマラニョン川との合流地点から、名前がアマゾン川となる。ペルーの都市プカルバはウカヤリ川沿いにある。
ウカヤリ川は、その上流部であるアプリマック川・エネ川・タンボ川とともにアマゾン川の主要な水源であると考えられており、これらを合わせると、ミスミ山（Mismi）のアプリマック (Apurímac)からマラニョン川と合流するまでの2,669.9kmの長さとなる。
- アプリマック川（延長）: 730.7km
- エネ川（延長）: 180.6km
- タンボ川（延長）: 158.5km
- ウカヤリ川（タンボ川からマラニョン川の間）: 1,600.1km

ウカヤリ川は「サンミゲル川 (San Miguel)」「ウカヤレ川 (Ucayare)」「ポロ川 (Poro)」「アプ・ポロ川 (Apu-Poro)」「コカマ川 (Cocama)」「クスコ川 (Río de cuzco)」などとも呼ばれる。
ペルーはこの川の探検に多くの費用をかけて丹念な探索を試みている。1867年にはリマから380kmのところから出発した小さな蒸気船ナポ号(Napo)が、パチテア川(Pachitea)との合流点の124km上流にある激流を乗り切り、ウカヤリ川がアマゾン本流となる地点から1240km上流にあるタンボ川まで到達している。その後ナポ号はウカヤリ川がタンボ川と合流する地点の56km上流からウルバンバ川(Urubamba)の方に入ってゆき、クスコの北320kmの所まで行っている。
1806年のボスケ(Bosque)、1846年のカステルノー(Castelnau)の探検などにより、ウルバンバから先は滝や絶壁などの無数の障害によって航行は不可能であることがわかっている。
ペルー政府の要請でアルト・ウカヤリを探査したトレス(Torres)は、パチテア河口からタンボ川とウルバンバ川の合流点までの300kmを調査した。そこには数多くの島が存在し、川幅は400mから1200mまで変化している。流速は5-6km/hで、最低でも1.5mの深さがある領域の幅は20-50m程度である。流木の堆積により遮られた箇所は5カ所ある。時折、山から巨大が岩が落ちて大きな渦流が生じ、川底がえぐられることがある。
ウカヤリ川の名前は、ペルーのウカヤリ地方の名前からつけられている。